# Колосков, Аркадий Леонидович
Аркадий Леонидович Колосков (25 декабря 1936, Клин, Московская область — 4 марта 2025, Клин, Московская область) — мастер лаковой миниатюры (Федоскинская школа), пейзажного жанра и натюрморта, живописец.

## Семья
Родился в интеллигентной творческой семье (отец — художник, дядя — кинооператор, старший брат — музыкант, бабушка — лингвист).
Семья Колосковых жила в центре Клина — на Театральной улице, в доме номер 3.
Мать — Анна Алексеевна Зайцева (1913—1990) работала бухгалтером, была близко знакома с матерью Народного художника России Юрия Васильевича Карапаева.
Дядя по материнской линии — Сергей Алексеевич Зайцев (1924—2025) в молодости увлекался фотографией. После войны поступил во ВГИК на операторский факультет. Сам Аркадий активно помогал ему в съемках киноочерка для своей дипломной работы.
Институт Сергей Алексеевич окончил с отличием, после выпуска по распределению попал на «Мосфильм». В молодости был востребованным оператором — снял 22 фильма, в числе которых «7 стариков и одна девушка», «Мужики», за последний — награждён государственной премией РСФСР.
Отец Аркадия — Леонид Иванович Колосков (1909—1941) родился в Риге, в семье жандарма царской армии и учительницы немецкого языка. Леонид Иванович имел талант живописца, писал картины, был членом Товарищества Клинских художников.

## Военные годы. Детство
1930-е стали отправной точкой в начале творчества Колоскова.
Летом 1941 года началась война. Отец Аркадия Колоскова — Леонид Иванович ушёл на фронт. Погиб в первые месяцы своей службы, во время бомбёжки аэродрома под Можайском. В качестве семейной реликвии от отца сыновьям остались оловянные солдатики и несколько картин, в частности недописанный портрет Петра Ильича Чайковского, гуляющего по полю, портрет жены и несколько пейзажей.
В октябре 1941 года Клин подвергся мощной авиа бомбёжке: семья Колосковых была вынуждена перебраться в деревню, но война нашла их и там. В город вернулись сразу же после его освобождения, в декабре 1941 года. 
В 1942 году Аркадий идёт в 1 класс в школе № 6 на улице Ленина, в пятый — переходит в школу № 1 (бывшая женская гимназия) на Советской площади.
До пятого класса жизнь текла будто во сне, страшном сне… — и только на время новогодних праздников мы пробуждались.Аркадий Колосков
Новый год для Колосковых был значимым праздником, накануне 31 декабря обязательно наряжалась ёлка. Украшением занималась мама, а подготовкой украшений — сыновья: Аркадий и Анатолий. На ёлке могли появиться конфеты и мандарины, что было большой редкостью и роскошью в военные голодные годы.

## Послевоенные годы
После окончания войны началась размеренная жизнь. Колосков редко готовился к урокам и часто прогуливал их, из-за чего директор не раз вызывал Анну Алексеевну в школу.
Любимыми школьными предметами Колоскова были изобразительное искусство и физкультура. Будущий художник занимался хоккеем, футболом, бегал на лыжах, защищал честь школы в спортивных соревнованиях. Аркадий Леонидович и по сей день говорит, что «искусство и спорт для него неотделимы».
Пока мама работала за двоих, братья были предоставлены самим себе: «дулись» в карты, играли в «войну», воровали яблоки с чужого огорода, гоняли в футбол самодельным тряпичным мячом, набитым сеном или соломой, катались на льдинах во время весеннего ледохода, играли в хоккей на замёрзшей реке. 

## Изостудия В. И. Энского
С 5 по 7 класс Аркадий посещал изостудию, организованную Владимиром Ивановичем Энским — талантливым художником-акварелистом, учителем черчения и изобразительного искусства. Занятия проводились после уроков для всех желающих, совершенно бесплатно.
Энский увлёк живописью многих ребят, впоследствии некоторые из них стали профессиональными художниками, например, Ю. В. Карапаев. Однажды Владимир Иванович устроил для учеников своей изостудии экскурсионную поездку в Третьяковскую галерею. Колосков и Карапаев были в числе экскурсантов. Эта поездка стала большим событием для ребят из маленького районного города.
Именно на кружке рисования Колосков впервые услышал фамилию «Карапаев». Случилось это так: на одном из занятий Энский решил публично похвалить и отметить талантливого ученика за удачно выполненный акварельный пейзаж. Учитель подозвал своих подопечных к парте будущего художника и сказал: «Посмотрите, какой замечательный этюд написал Карапаев». Ученики окружили Юру, а Колосков почему-то смотреть не пошёл, но фамилию «Карапаев» запомнил.

## Федоскинская профтехшкола[5]
По окончании 7 класса Аркадий задумался о дальнейшей учёбе.
Анна Алексеевна поняла, что держать сына в школе далее нет смысла и предложила ему выбрать между Алфёровским торфяным техникумом и Федоскинской профтехшколой. Аркадий уже в юношеские годы считал, что имеет наследственный художественный дар и рисует лучше своих сверстников, потому решил поступать в Федоскино на отделение миниатюрной живописи.

### Дружба с Ю. В. Карапаевым
Мать выбор одобрила и посоветовала познакомиться с Юрием Карапаевым, который к тому моменту уже перешёл на второй курс в Федоскинской профтехшколе. Анна Алексеевна хорошо знала семью Карапаевых и считала, что Юра не только поможет Аркадию освоиться в новом месте, но и положительно повлияет на её сына. В школе ребята не общались — учились в разных классах. По-настоящему познакомились только после выпуска из школы — в 1952 году. Знакомство оказалось знаковым — подростков связало не только землячество, но и любовь к живописи и спорту (Карапаев в студенческие годы часто брал Колоскова с собой на соревнования по лёгкой атлетике и даже заставлял в них участвовать). Пятнадцатилетние подростки в одночасье стали самыми лучшими друзьями: вместе гуляли, участвовали в спортивных соревнованиях, вместе ездили из Федоскино на выходные домой — в Клин, влюблялись в одних и тех же девушек, после свадьбы дружили семьями, ездили друг к другу в гости, писали письма с поздравлениями ко дню рождения.

## Взрослая жизнь. Рабочие годы
После окончания профтехшколы (1956 г.) Аркадий Леонидович проработал 3 года на Федоскинской фабрике миниатюрной живописи, но осесть в деревне в отличие от своего друга — Юрия Карапаева — так и не смог, родной город оказался ближе сердцу художника. В 1959 году Колосков вернулся в Клин.
В 1960 году — устроился на Клинский Железобетонный завод, где проработал 6 лет художником-оформителем: писал лозунги, создавал и реставрировал вывески, рисовал плакаты к 1 мая.
Однажды парторг завода спросил Аркадия: «А сможешь портрет Ленина нарисовать?». Аркадий, унаследовавший от отца талант портретиста, не стушевался и ответил: «Отчего же нет?». Благодаря изображению «Вождя пролетариата», Колоскова заметили и пригласили на работу в Германию. Молодой художник, конечно же, согласился и в 1966 году отправился в военный городок Витшток, где прослужил 4 года.
По окончании командировки вернулся на родину — в Клин, где его ждала новая трудовая жизнь, новые художественные задачи и свершения.

## Творчество
В перерывах между работой и делами семейными Аркадий Колосков занимался станковой и миниатюрной живописью, часто писал картины на заказ или по просьбе друзей и родных.
Выставлять картины начал с 1976 года (КДШИ им. П. И. Чайковского). После 1976 года Колосков стал постоянным участником почти всех выставок, проводимых в городе.
Аркадий Леонидович знал многих клинских художников, но вдохновлялся работами А. Ларионова и Н. Надышнева.
Большое влияние на творчество Колоскова оказала дружба с Ю. В. Карапаевым.
Любимые жанры художника — пейзаж и цветочный натюрморт. Нередко в пейзажах появляются силуэты девушек-крестьянок, задумчивых дам, полуобнаженных нимф.
Многие из работ посвящены Клинским местам — на полотнах Аркадия Леонидовича нередко можно встретить Сестрорецкий парк, Успенскую церковь, разные уголки реки Сестры.
Во всех пейзажах художника ощутимо сильное влияние Федоскинской школы.
Несмотря на преклонный возраст, Аркадий Леонидович продолжал активно писать, заниматься зимними видами спорта.
Скончался 4 марта 2025 года.